# グランド・ストリート駅 (IND6番街線)
グランド・ストリート駅（グランド・ストリートえき、英: Grand Street）はマンハッタン区チャイナタウンとロウアー・イースト・サイドにまたがり、クリスティー・ストリートとグランド・ストリート交差点に位置するニューヨーク市地下鉄IND6番街線（クリスティー・ストリート連絡線内）の駅で、B系統が平日のみ、D系統が終日停車する。

## 歴史
1967年11月26日にクリスティー・ストリート連絡線の開業と同時に開業した。翌1968年に連絡線含むプロジェクトが完工した。
1986年から1988年まで、1995年内と2001年から2004年までの3回にわたりマンハッタン橋方面の線路が閉鎖されその間はシャトル列車が運行していた。

## 駅構造
| G          | 地上階                       | 出入口 |
| M          | 改札階                       | 改札口、駅員詰所、メトロカード自動券売機 |
| P ホーム階 | 相対式ホーム、右側ドアが開く | 相対式ホーム、右側ドアが開く |
| P ホーム階 | 北行線                       | ← ラッシュ時：ベッドフォード・パーク・ブールバード駅行き（ブロードウェイ-ラファイエット・ストリート駅） ← 平日閑散時：145丁目駅行き（ブロードウェイ-ラファイエット・ストリート駅） ← ノーウッド-205丁目駅行き（ブロードウェイ-ラファイエット・ストリート駅） |
| P ホーム階 | 南行線                       | → 平日：ブライトン・ビーチ駅行き（ディカルブ・アベニュー駅）→ スティルウェル・アベニュー駅行き（深夜帯以外：アトランティック・アベニュー-バークレイズ・センター駅、深夜帯：ディカルブ・アベニュー駅）→                                                       |
| P ホーム階 | 相対式ホーム、右側ドアが開く | |

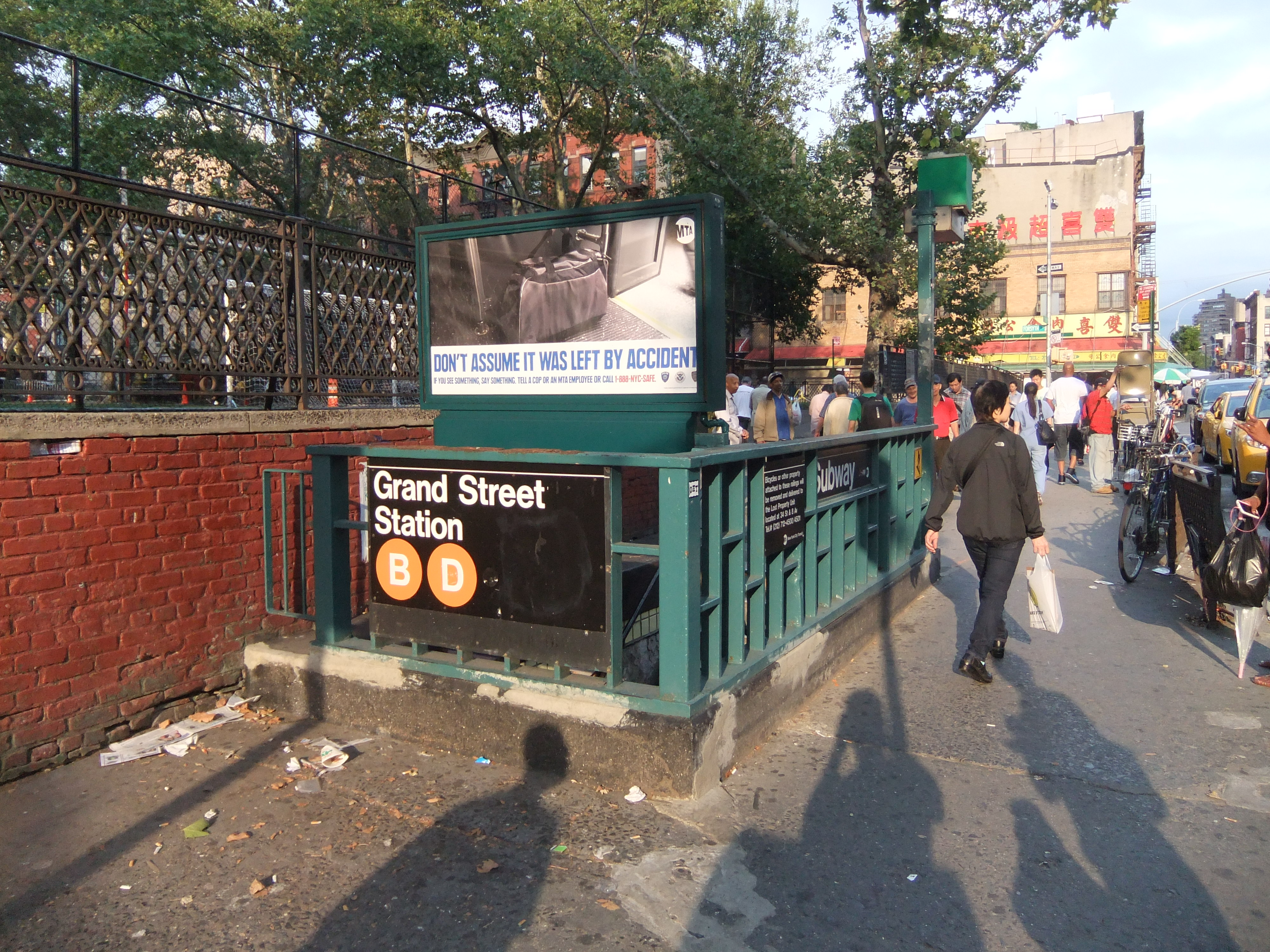
1960年代設置の駅への階段

相対式ホーム2面2線の地下駅で、階段付近に柱があるが他の位置にはない。当駅の南でマンハッタン橋を渡り、対岸は元BMTの区間に当たるため、当駅からディカルブ・アベニュー駅またはアトランティック・アベニュー-バークレイズ・センター駅の間で無線を切り替える。
また、IND2番街線が建設第4段階の一環として開業した際には当駅の外側に線路を設け島式ホーム2面4線の構造となる見込みである:216–217。

### 出入口

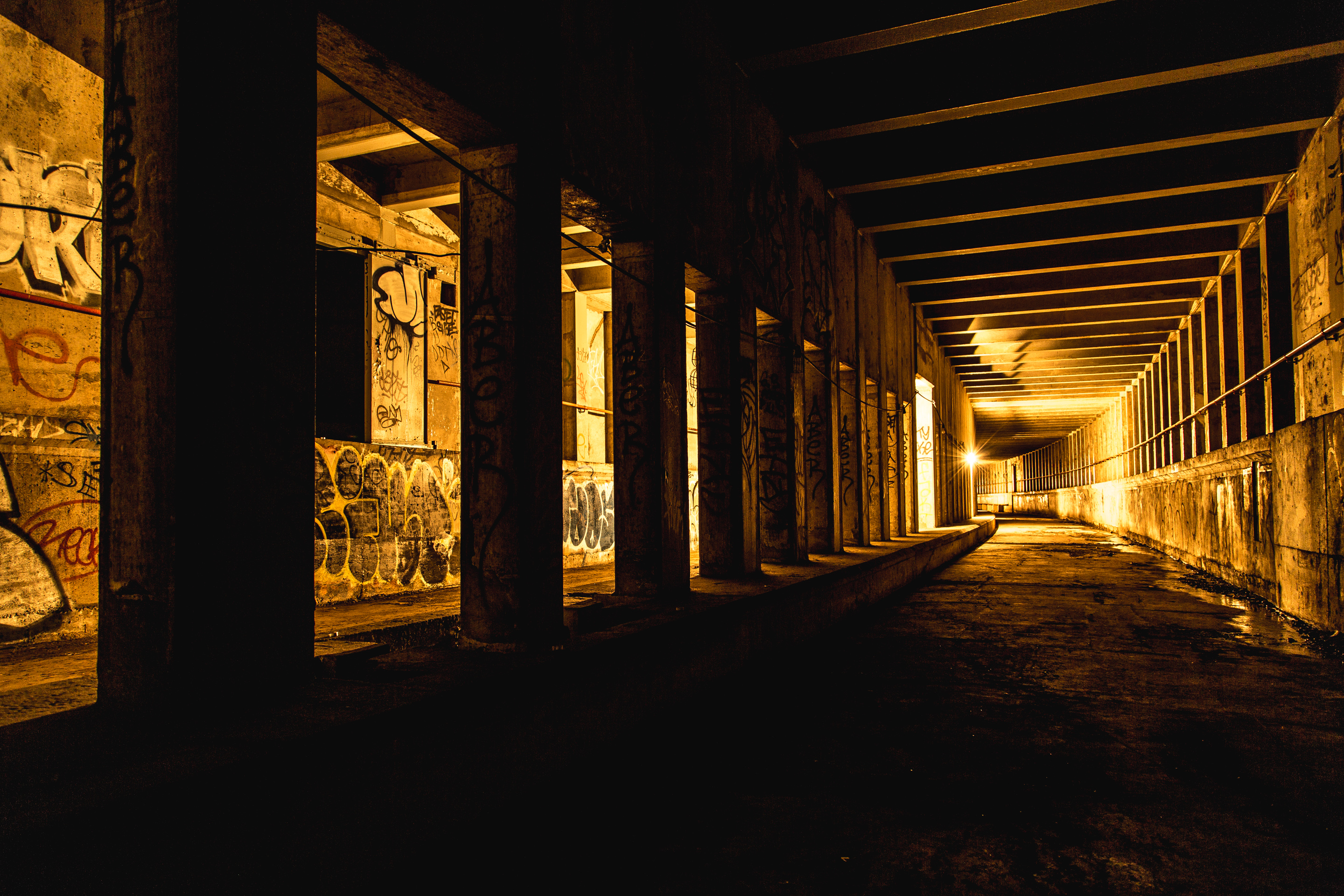
グランド・ストリート南側にある準備されたトンネル

- 階段1本、グランド・ストリートとクリスティー・ストリートの交差点北西[15]
- 階段2本、グランド・ストリートとクリスティー・ストリートの交差点北東[15]